# Bojínek luční
Bojínek luční (Phleum pratense) je vytrvalá trsnatá tráva z čeledi lipnicovitých, která může dorůstat výšky až 1 metr.

## Popis
Jednoletá až dvouletá rostlina. Bojínek luční má přímé stéblo, někdy vystoupavé. Čepele jeho listů jsou lysé, ale drsné. Květenství je velmi kompaktní lichoklas válcovitého tvaru a šedozelené barvy. Bojínek se velmi často určuje podle typických listenů v květu, které ho také odlišují od podobné psárky luční – má plevy dole spolu nesrostlé a osinaté, pluchy dvě ale bez osin. Kvete o měsíc později, hlavně až v červenci.

Jeho plevy se dají charakterizovat jako téměř bílé a suchomázdřité, na jejich bázi však zelenavé a krátce chlupaté. Plucha je také bělomázdřitá, ale prašníky výrazně fialové.
Bojínek luční kvete od června do srpna.

## Výskyt
Bojínek luční je velmi hojná rostlina, velmi často na mírně vlhkých loukách, pastvinách, trávnících a mezích od nížin do podhůří, častější je v nižších polohách. Dokonce je přiséván, protože se často pěstuje jako pícnina.